# Ryker Evans
Ryker Evans (Calgary, Alberta, 13 de diciembre de 2001) es un jugador profesional canadiense de hockey sobre hielo que se desempeña en la posición de defensor izquierdo en Seattle Kraken, equipo de la National Hockey League (NHL).

## Carrera
Fue seleccionado en la segunda ronda en la NHL Entry Draft de 2021. En 2023 hizo su debut profesional con el equipo Seattle Kraken, donde lleva jugando una temporada.